# Melinda (geslacht)
Melinda is een geslacht van insecten uit de familie van de Bromvliegen (Calliphoridae), die tot de orde tweevleugeligen (Diptera) behoort.

## Soorten
- M. gentilis Robineau-Desvoidy, 1830
- M. viridicyanea (Robineau-Desvoidy, 1830)